# Weissius capaciductus
Weissius capaciductus és una espècie de triclàdide dugèsid que habita a l'aigua dolça d'Austràlia. És l'única espècie coneguda pertanyent al gènere Weissius.